# Cadillacul roz
Cadillacul roz (în engleză Pink Cadillac) este un film de acțiune american din 1989, regizat de Buddy Van Horn, despre un vânător de fugari și un grup care susținea supremația rasei albe ce urmăresc o femeie nevinovată care fugise cu valorosul Cadillac roz al soțului ei. Rolurile principale sunt interpretate de Clint Eastwood și Bernadette Peters, iar în film își fac scurte apariții și Jim Carrey și Bryan Adams.

## Rezumat
Un grup care susținea supremația rasei albe o urmărește pe Lou Ann (Bernadette Peters); soțul acesteia, Roy (Timothy Carhart) era un membru al grupului. Ea fusese arestată și acuzată de posesie de bani falși, care aparțineau de fapt grupării. Vrând să fugă de soțul ei, Lou Ann i-a furat mașina (un Cadillac roz) fără să știe că aceasta era locul folosit de grup ca ascunzătoare. Pe urmele ei se află și Tommy Nowak (Clint Eastwood), un "vânător de fugari", care se deghiza frecvent pentru a-i păcăli pe fugari și a-i acaptura. Tommy acceptă sarcina de o găsi pe Lou Ann, deoarece ea era eliberată pe o cauțiune de 25.000 de dolari. Când o găsește în cele din urmă la Reno, Nevada, Tommy se îndrăgostește treptat de ea. Roy și banda sa îi răpesc copilul lor, pe care Lou Ann îl lăsate în grija surorii sale (Frances Fisher). Tommy decide să o ajute pe Lou Ann să-și ia înapoi copilul, în loc să o aducă la închisoare. În timp ce călătoresc spre vest, în căutarea copilului, cei doi au o relație de dragoste. Ei ajung în cele din urmă la locul unde se afla grupul și, după o luptă armată, reușesc să recupereze copilul.

## Distribuție
- Clint Eastwood - Tommy Nowak
- Bernadette Peters - Lou Ann McGuinn
- Timothy Carhart - Roy McGuinn
- Gerry Bamman - Buddy
- John Dennis Johnson - Waycross
- Michael Des Barres - Alex
- Jimmie F. Skaggs - Billy Dunston
- Bill Moseley - Darrell
- Michael Champion - Ken Lee
- William Hickey - dl. Barton
- Geoffrey Lewis - Ricky Z
- Dirk Blocker - polițist
- Jim Carrey - comicul ce-l imită pe Elvis Presley
- James Cromwell - funcționarul de la motel
- Sven-Ole Thorsen - asasinul grupării Birthright
- Bill McKinney - barmanul din Coltersville
- Paul Benjamin - judecătorul
- Frances Fisher - Dinah
- Bryan Adams - angajatul unei benzinării
- John Fleck - Lounge Lizard
- Mara Corday - o doamnă
- Darryl Keyes - dealerul chel din fundal
- James Link - angajatul unui cazoniu

## Producție
Filmările au început la sfârșitul anului 1988 și au avut loc în California și Nevada.

## Recepție
Filmul a primit, în general, recenzii negative. Caryn James a scris: "Când e timpul să te uiți înapoi la natura ciudată a carierei lui Clint Eastwood, de la regizarea ambițioasă a filmului Bird la personajul său brutal, clasicul inspector Harry, Cadillacul roz va fi probabil așezat confortabil în partea de jos a listei. El este cel mai inert fel de comedie de acțiune, cu scene de urmărire prin pădure, un scenariu stupid și farmecul perechii formate de domnul Eastwood și Bernadette Peters." (New York Times, 26 mai 1989.)
Hal Hinson a lăudat interpreții: Peters "îl slăbește (pe Eastwood) ... și-l umanizează. Cei doi fac o echipă comică strașnică."
Cadillacul roz a fost lansat in mai 1989, având încasări sub cele ale filmului Indiana Jones și ultima cruciadă. Filmul a avut încasări totale de 12.143.484 dolari. În comparație, filmul în care a jucat Eastwood chiar înainte de Cadillacul roz, al cincilea film din seria Inspectorul Harry, Inspectorul Harry și jocul morții, a adus încasări de 37.903.295 dolari.

## Legăturo externe
- Pink Cadillac la Internet Movie Database